# Vilhelm de la Mare
Vilhelm de la Mare, död omkring 1290, var en engelsk franciskan och skolastisk filosof och teolog. 
Vilhelm de la Mare avlade examen vid Paris universitet omkring år 1274. I Paris publicerade han Commentarium super libros sententiarum, en kommentar till Petrus Lombardus Sentenser.
År 1278 skrev Vilhelm Correctorium Fratris Thomae ("Korrigering av broder Thomas"), i vilken han riktade kritik mot 118 olika läror hos Thomas av Aquino. Han kritiserade särskilt Thomas aristotelism. Vilhelms Correctorium blev i sin tur bemött och korrigerad av dominikanerna Richard Clapwell, Thomas Sutton och Johannes av Paris i Correctorium corruptorii fratris Thomae.